# WebJet Linhas Aéreas
WebJet Linhas Aéreas – nieistniejąca brazylijska tania linia lotnicza z siedzibą w Rio de Janeiro.
W 2012 roku linie zaprzestały wszelkiej działalności.